# Barusia hofferi
Barusia hofferi là một loài nhện trong họ Leptonetidae.
Loài này thuộc chi Barusia. Barusia hofferi được J. Kratochvíl miêu tả năm 1935.